# Let's get lost
Let's get lost er en dansk film fra 1997, skrevet og instrueret af Jonas Elmer. Filmen er produceret af Per Holst Film og er optaget i sort-hvid. Filmen fik Bodilprisen for bedste danske film, og Sidse Babett Knudsen fik Bodilprisen for bedste kvindelige hovedrolle.

## Medvirkende
- Martin Kongstad
- Mette Horn
- Svend Gehrs
- Jesper Asholt
- Troels Lyby
- Vera Gebuhr
- Nicolaj Kopernikus
- Cecilie Brask
- Sidse Babett Knudsen
- Bjarne Henriksen